# Колодниця (Стрийський район)
Коло́дниця — село в Україні, у Стрийському районі Львівської області. Колишній орган місцевого самоврядування — Конюхівська сільська рада. Населення становить 368 осіб. Від 2017 року село у складі Грабовецької об'єднаної територіальної громади.

## Географія
Село Колодниця розташоване на березі ріки Колодниці, за 14 кілометрів від м. Стрия. Межує з селами: Конюхів, Монастирець, Голобутів, Завадів, Грабовець.
Частини села:
- Березники
- Вербина
- Гора
- Городисько (Городище)
- За Вербою
- За Городами
- Осичина
- Солянка
- Ставище
- Хащі
- Частки

## Природа
У гірсько-рівнинній річці Колодниця водиться велика різноманітність риб .
Рослинність річки Колодниця займає більшу частину берегів річки і представлена переважно формаціями очерету звичайного. Крім очерету звичайного зустрічаються також окремі ділянки рогоза вузьколистого та широколистого, осоки, крім того є поодинокі рослини плетухи звичайної, півників болотних, пасльоні солодко-гіркої, куги озерної. На берегах річки зустрічаються верби, маслинка вузьколиста, а також тополі білі та чорні.

## Походження назви
Існує декілька версій походження назви мого села:
- Назву виводять від слова «Колодій». Мовляв, колись майстри-колодії видовбували з грубих дерев’яних колод відра, жолоби тощо, з яких напували худобу, зберігали молоко. Вони й давали назву селу. Щоправда, слово «колодій» в українській мові має інше значення: «той, хто робить, виготовляє колеса».
- За Костянтином Тищенком, вірогіднішою виглядає версія про походження назви села від давньої назви кельтів-сколотів, тобто предків нинішніх шотландців, яких слов'яни називали галатами (голотами), які залишили глибокий слід в етномовній історії прадавньої України. Відповідно до мовної традиції предків нинішніх назв, назва їхнього поселення могла звучати як «Сколотниця», «Сколодниця», що з часом трансформувалася у «Колодниця». Але він не відкидає і версії про походження назви від імені арабського візира Халіда Бармакі халіфа Абуль-Аббаса. Тоді топонім буквально означає «Володіння Халіда», «Халаїда», «Калаїда»», перетворений розмовною традицією на форму Колодниця. Якщо версія підтвердиться, заснування села слід віднести принаймні на дві тисячі років у глибину часу. В назві наголошують другу літеру «о».
- Найімовірніше свою назву село тримало від назви річки Колодниця (річка в Україні, у межах Дрогобицького, Стрийського і Миколаївського районів Львівської області), однієї з приток Дністра, на берегах якої засноване. Отже «Колодниця» — топонім, що означає одночасно річку і село. Вочевидь, що першою виникла назва річки, а пізніше — назва села.
- Є версія про походження назви села Городище, відомі колишні власники села і великі землевласники: Колодницькі та Ожеховські.
- Інша версія є, що в селі спочатку жив чоловік на ім'я Колод. Він був великою знатною людиною, на честь якого, можливо, назвали село.
- І остання версія, по річці, під час повені, полили колоди. Тому, напевно, так називається річка та село.

## Історія
Село засноване у 1395 році. Наприкінці XVII століття село належало до королівської власності. Було 62 хати, млин, корчма. 
У 2008 році відкритий фельдшерсько-акушерський пункт, з'явилася крамниця. У селі встановлено пам'ятний знак Вічна слава Героям УПА, які полягли за волю і Незалежність України. Його ініціатором був Лев Бичко.
23 серпня 2015 року, напередодні Дня Незалежності України, у с. Колодниця відбулося освячення скульптури Божої Матері, що зведена за кошти родини Сурмиків. Чин освячення провів адміністратор місцевої парафії церкви Святих Петра і Павла УГКЦ о. Володимир Петеш у співслужінні з іншими священнослужителями. Цьому передувало святкове Богослужіння у храмі. Скульптуру висотою майже 4 м спорудили з ініціативи сільського голови Ігоря Сурмика біля церкви при в'їзді в село. За його словами, вона символізуватиме любов, мир і спокій у сільській громаді. Ковані елементи виготовили майстри з сусіднього села Конюхів Юрій Притуляк, Роман Бітів, Юрій Лис.

## Церква
Перша письмова згадка про церкву міститься в податковому реєстрі і належить до 1512 року.
На межі XVII—XVIII століть споруджено дерев'яну Святого Миколая. У 1832 році її опечатано через аварійний стан і упродовж 1830-х років стара церква була розібрана і на її місці споруджено нову церкву Святого Миколая. 1859 року поряд споруджено дзвіницю. У 1900 році церква згоріла. Замість неї споруджено нову церкву. Під час бойових дій першої світової війни через село проходила лінія фронту через що село було знищено вщерть. Згоріла й церква. У 1918—1919 роках споруджено нову тимчасову дерев'яну церкву-каплицю. Упродовж 1960—1980 років була закрита радянською владою.
У 1991—2004 роках в селі споруджена кам'яна церква Святих Петра і Павла (належить УГКЦ). При церкві діє церковний хор. Храмове свято — 12 липня на свято Петра і Павла.

## Школа
Першу однокласну школу відкрито на початку ХХ століття, у 1935 році там навчалося 102 учні. У 1940 році школу було зруйновано. У 1950 році розпочали будівництво нової школи, але не закінчили.

## Осередок товариства «Просвіта»
Першу читальню «Просвіти» в селі відкрито 1909 року. При читальні діяли хор, драматичний гурток, бібліотека. Осередок товариства «Просвіта» в Колодниці була заснована 1930-х роках. Читальня стала вогнищем просвітницької діяльності на селі. Вечорами або у святкові дні у читальні колективно читали книжки, тут же селяни обговорювали їх, висловлювати свої думки з приводу прочитаного, запитували про незрозуміле. Так боролися з неграмотністю серед дорослого населення. Книги в читальні позичали за невеликі кошти, за котрі потім товариство купувало все необхідне для читальні. Першими просвітянами села були Іван та Михайло Королі. Велику роботу для піднесення національної свідомості українців у селі Колодниця проводили священики Костянтин Петрашевич, Зеновій Нарожняк, вчителі місцевої початкової школи Мирослав Турків, Стефа Микитка — активна учасниця «Пласту» та її батько Стефан Окань. Тут він мешкав з родиною у хаті племінника Михайла Корінця. Активними просвітянами були: Ілько, Роман, Богдан і Ярослав Корінці, Юрко, Катерина і Стефа Баняси, Теодор і Іван Мельники, Теодор і Катерина Сурмики, Анна Рогульська, Григорій та Ілько Когути і багато інших селян, які у 1940-х роках загинули або відсиділи в сибірських тюрмах та на каторзі. 
Під час окупації Західної України більшовиками діяльність місцевого осередку «Просвіти» була заборонена, а просвітян: Михайла, Анну, Петра і Дмитра Рогульських, Марію Баняс, Марію Корінець, Миколу Мельника, Софію і Михайла Когутів, Софію Сурмик, Івана Мацигіна та багатьох інших селян заарештовано і вивезено до Сибіру. Вороги нищили українські книги, архівні документи, господарські посібники. На довгі роки «Просвіта» перестала існувати. У повоєнні роки під читальню було відведено кімнату в хаті Теодора Сурмика. Бібліотеку засновано у 1950 році.